# Museo de arqueología de Gaza
El Museo de arqueología de Gaza (en árabe: المتحف, Al Mat'haf, literalmente el Museo), también llamado Casa Cultural Recreativa Al Math'af, se abrió al público en otoño de 2008 en Gaza. El museo es privado y se aloja en un hotel del mismo propietario, con restaurante y centro de conferencias. Alberga antigüedades descubiertas en la Franja de Gaza representativos de los diversos patrimonios históricos de varios períodos.
Su fundación se debe a una iniciativa privada del empresario de obras públicas y constructor gazatí Jawdat Khoudary, tras darse cuenta de que en las excavaciones aparecían muchas piezas antiguas que reflejaban los 5.000 años de historia de la Franja. Ordenó a sus obreros detenerse cuando descubrían cualquier objeto y que se lo trajesen. Lo mismo pidió a los pescadores, y les ofrecía un buen precio por sus hallazgos. Llegó a poseer una numerosa colección de la que una muestra fue expuesta en 2007 en el museo de Arte e Historia de Ginebra cuyos técnicos y arqueólogos le asesoraron en el diseño y organización del museo, y formaron a jóvenes comisarios palestinos. Pero al tomar Hamás el poder, resultó imposible traer la muestra de vuelta a Gaza.
Al Math´af y el jardín que lo rodeaba fueron destruidos por bombardeos israelíes en noviembre de 2023, al principio de la guerra entre Israel y Gaza. Un vídeo grabado por Khoudary en febrero de 2024 muestra que todo quedó reducido a escombros.
Por suerte aún permanece intacta la muestra que se quedó almacenada en la zona franca del puerto de Ginebra, único vestigio de lo que fue el museo.